# Loch Loyal
Il Loch Loyal  (in gaelico scozzese:  Loch Laoghall ) è un lago (loch) della Scozia settentrionale, situato nell'area amministrativa dell'Highland e nell'antica contea del Sutherland.

## Geografia

### Collocazione
Il Loch Loyal si trova nell'estremità settentrionale dell'Highland, ad est del Kyle of Tongue e a nord/nord-est del Loch Naver.,

### Dimensioni e territorio
Il Loch Loyal misura circa 6 miglia in lunghezza e circa 1 miglio in larghezza. Ha una profondità massima di circa 40 metri.

## Galleria d'immagini

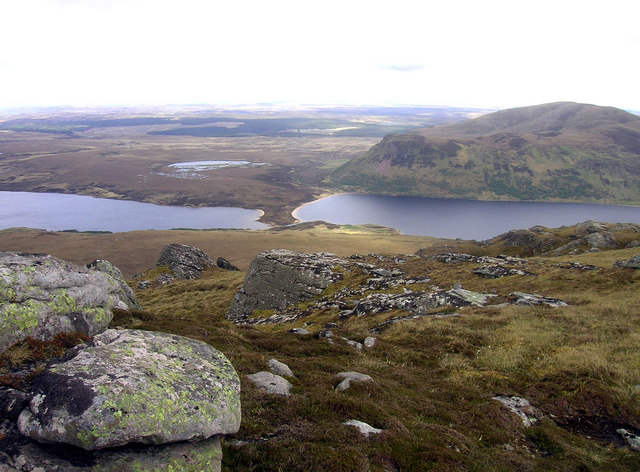
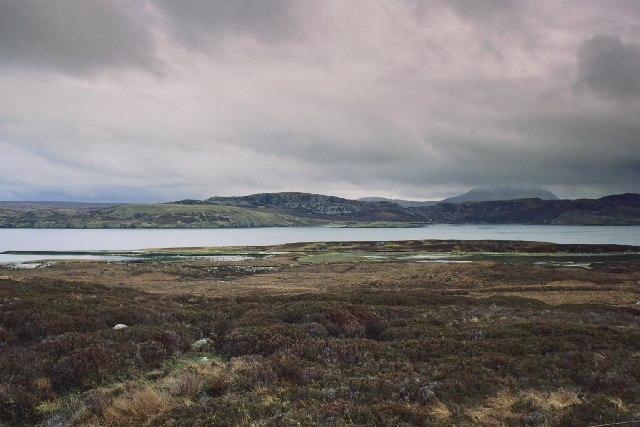
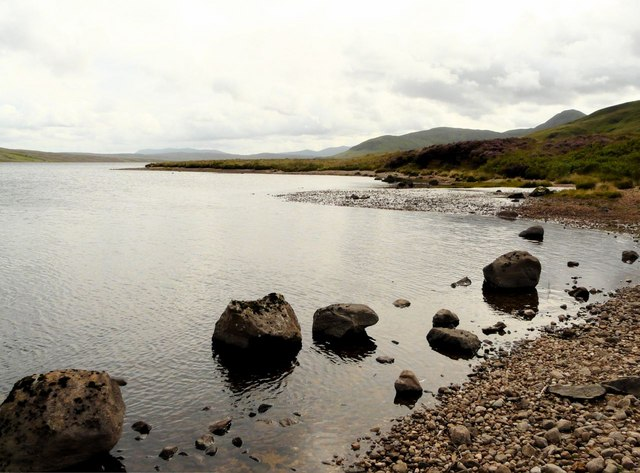
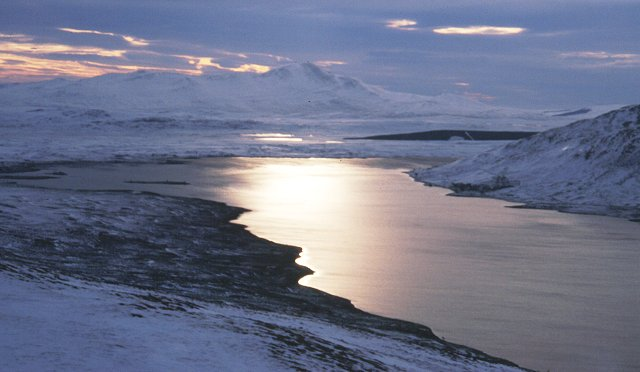
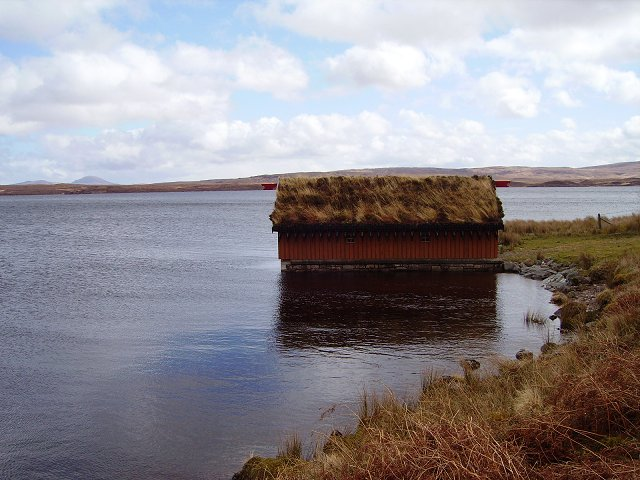

## Fauna
Il Loch Loyal è ricco di trote.